# Georgi Eristawi
Georgi Eristawi (gruz. გიორგი ერისთავი; ur. 1811 we wsi Odzisi, zm. 21 września 1864 tamże) – gruziński pisarz i tłumacz.

## Życiorys
Pracował dla wojskowego gubernatora Tyflisu jako czynownik do specjalnych poruczeń, był również członkiem świty gubernatora kaukaskiego. W 1832 rozpoczął działalność literacką, w tym samym roku za udział w dworskim spisku został zesłany do Wilna, gdzie poznał twórczość Adama Mickiewicza. Jako pierwszy tłumaczył jego utwory (m.in. Stepy akermańskie) na język gruziński. Przetłumaczył też na polski poemat Szoty Rustawelego Witeź w tygrysiej skórze. Po powrocie do kraju z wdzięcznością wspominał Polskę jako „nową ojczyznę”.
W 1839 wrócił do Gruzji, po czym zaczął pracować nad odrodzeniem zawodowego gruzińskiego teatru. Pisał komedie, m.in. Tiachba (1840), Sekcja (1850), Skupoj (1851) i dramaty, m.in. Atabeg Kwarkware (1853). Występował również na scenie jako aktor. 2 stycznia 1850 została po raz pierwszy wystawiona Sekcja; data ta została później uznana za początek gruzińskiego teatru. Pod patronatem księcia Woroncowa zaczął wydawać pierwszy gruziński magazyn literacki, „Cickari”. Syn Eristawiego, Dawid, był tłumaczem i dziennikarzem.